# La Unión del Cuatro
La Unión del Cuatro es una localidad del estado mexicano de Jalisco. Es parte del municipio de Tlajomulco de Zúñiga.

## Demografía
| Gráfica de evolución demográfica |
|                                  |

| Censo | Población |
| ----- | --------- |
| 1940  | 106       |
| 1950  | 176       |
| 1960  | 297       |
| 1970  | 385       |
| 1980  | 581       |
| 1990  | 606       |
| 2000  | 1 987     |
| 2010  | 3 841     |
| 2020  | 6 072     |